# L'Homme qui mit fin à l'histoire
L'Homme qui mit fin à l'histoire (titre original : The Man Who Ended History: A Documentary) est un roman court de science-fiction de Ken Liu paru en 2011 puis traduit en français et publié aux éditions Le Bélial' en 2016. 

## Contexte et inspiration historique
Le roman, ou plutôt la longue nouvelle  ou la novella, car le récit est très court, est en partie basé sur des faits historiques. Ainsi l'Unité 731, créée en 1932 sous mandat impérial japonais, dirigée par le général Shiro Ishii, se livra à l’expérimentation humaine à grande échelle dans la province chinoise du Mandchoukouo, entre 1936 et 1945, provoquant la mort de près d’un demi-million de personnes.

## Résumé
Deux scientifiques, le professeur Evan Wei historien américain d'origine chinoise et son épouse, le professeur Akemi Kirino, physicienne expérimentale américaine d'origine japonaise , mettent au point une technique d'observation d'une nouvelle particule complexe nommée Bohm-Kirino qui possède la particularité de se présenter toujours par paire, l'une s'éloignant de la Terre à la vitesse de la lumière tandis que la seconde reste en arrière à osciller dans le voisinage de sa création. Malgré leur éloignement, elles gardent toujours les mêmes propriétés, et l'observation de la particule locale équivaut à observer celle qui s'est éloignée de trillions de kilomètres, et donc à des décennies dans le passé. Les signaux observés sont envoyés directement dans le cerveau d'une personne, qui peut ainsi assister virtuellement à des évènements du passé. Comme pour toute mesure de paires de particules intriquées, l'observation n'est possible qu'une seule fois.
Evan Wei choisit de centrer les premiers voyages temporels sur le district chinois de Pingfang durant la période 1937-1945 pendant laquelle la Mandchourie et la Chine étaient envahies par le Japon. Dans ce district était implantée l'Unité 731, une unité militaire de recherche bactériologique de l'Armée impériale japonaise dans laquelle étaient effectuées des expérimentations sur des cobayes humains comme des vivisections sans anesthésie ou des recherches sur diverses maladies comme la peste, le typhus et le choléra en vue de les utiliser comme armes bactériologiques.
Evan Wei avait l'espoir que ces mises au jour du passé permettraient d'effacer des dissensions entre la Chine et le Japon. Mais la disparition de l'information une fois celle-ci observée ne fait résider la « vérité » que dans le seul témoignage d'une personne, le rendant ainsi subjectif et sujet à des débats sans fin mais surtout faisant disparaître à tout jamais certains pans de l'histoire...